# Rurouni Kenshin: Seisōhen
Rurouni Kenshin: Seisōhen este un serial de anime cunoscut și sub numele de Samurai X.
- Episoade: 95 (95 x 25 min.)
- Genuri: acțiune, aventură, comedie, istorice
- Anul publicării: 1996
- Data lansării: 1996-01-10, 1998-09-08
- Studio: Sony
- Distribuție (SUA): Media Blasters

„The legend says that 140 years ago, in the chaos of the Tokugawa regime, there was an Imperialist in Kyoto nicknamed Battousai the Manslayer. Amidst the blooshed, he killed and carved the way to the new Meiji Era. He was the strongest... Battosai...However, he disappeared into thin air as the chaos came to a close. His whereabouts are still unknown. Battousai the Manslayer has becomed a legend...”
Cu aceste cuvinte se incepe primul episod din cele 95 ale anime-ului "Rurouni Kenshin" sau "Samurai X". Acțiunea anime-ului are loc peste 10 ani de la ceea ce a fost scris mai sus. Kenshin ajunge în Tokyo și este infruntat de Kaoru Kamiya, stăpâna unui dojo de Kendo Kamiya Kashin. Ea l-a atacat luîndu-l drept războinicul ce-i amenința orașul și se numea Battousai. Acesta din urmă se dovedește a fi un simplu ucenic de-al lui Kamiya (tatăl lui Kaoru) care dorea răzbunare. Însă datorită acestui incident, Kaoru descoperă adevărata identitate a lui Kenshin. Kaoru îi ințelege dorința de a fi Rurouni (vagabond sau mai frumos zis pelegrin) și necesitatea lui de a-si repara greselile din trecut, il accepta ca oaspete in casa sa. Insa trecutul lui Kenshin îl urmărește permanent deoarece mulți dintre foștii lui inamici, îi doresc moartea și-l vor invinge pentru a purta ei titlul de "Distrugător" și "Cel mai puternic". Însă Kenshin își face și prieteni care îl ajută să meargă mai departe și să nu cadă iar pradă trecutului, printre care Sanotsuke Sagara, Yahiko Myojin, Kaoru Kamiya, Misao, Megumi Takani, Aoshi, Saito și alte personaje secundare. În timpul anime-ului una dintre luptele principale a fost dintre Kenshin și Makoto Shishio, un om ce a trecut prin multe și care își dorea puterea mai presus de orice, iar pentru a nu avea obstacole în calea sa către guvern, trebuia să-l ucidă pe Kenshin, doar că nu a fost să fie. A doua luptă dintre unele mai grele a fost la fel dintre Kenshin și Amakusa Shougo. Acesta avea același stil de luptă ca și al lui Kenshin, anume: Hiten Mitsurugi Ryuu, doar că îl perfecționase și astfel Kenshin era în pierdere. Himura totuși a reușit să-l învingă și astfel și-a continuat existența având un singur scop: 'Să apere oamenii cu sabia sa.' 
Această istorie se referă doar la anime-series...
Tsuiokuhen: 
Shinta, un băiețel ajuns la neguțătorii de sclavi, este salvat de la moarte de către Seijuro Hiko, ultimul practicant al stilului Hiten Mitsurugi, și care măcelărește toată banda de hoți ce atacase caravana lui Shinta. Pentru că vede în el ceva deosebit, Hiko îl ia ca student, și astfel îl transformă pe Shinta în Kenshin (Inima sabiei), care deși era doar un copil, stăpânea o tehnică de luptă invincibilă. 
Kenshin pleacă împotriva voinței maestrului său ca să participe la Bakufu-ul ce avea loc în Japonia secolului 19, și să îi ajute pe cei ce luptau împotriva Shogunatului, pentru 'o lume mai bună'. Astfel, el ajunge cel mai de temut asasin din gruparea revoluționarilor. 
Istoria elaborată în Tsuiokuhen explică cum au apărut semnele de pe fața lui Kenshin în formă de X și povestește despre faptul cum Kenshin a pierdut persoana pe care a iubit-o cel mai mult. Cel mai important însă, OVA-ul explică de ce Kenshin refuză să ucidă după instaurarea Erei Meiji, și în schimb protejează viața oamenilor folosindu-se de sabia lui - Sakabatou (sabie al cărei tăiș este pus invers).
Seishohen: 
Este un mod de a-și aminti de ceea ce a fost în anime-series. Kaoru povestește despre toate ce au avut de trecut ea și Kenshin împreună. Au un fiu - Kenji, care este trimis să învețe Hiten Mitsurugi Ryuu la Seijuro Hiko, Kenji se simte respins de către mama sa, iar pe Kenshin el nici nu-l prea cunoaște deoarece acesta este mai tot timpul plecat. Kaoru care mereu iși așteaptă soțul nu dădea mare atenție fiului său, deși îl iubea enorm. Kenshin este în China la rugamintea unui prieten vechi. Acolo se ducea o lupta decisiva si Himura nu putea refuza, însă el suferă de o boală mortală, pe care o are și Kaoru. Boala îi afectează memoria și acesta nu putea să se întoarcă acasă, deși ajunse în Japonia. Prietenul lui cel mai bun Sanotsuke Sagara îl gasește într-o cocioabă părăsită într-o stare jalnică. Îl ajută și-l trimite în Tokyo unde Kaoru este la fel pe pat de moarte. Ambii sunt foarte slăbiți. Întîlnirea dintre cei doi este foarte romantică și destul de dureroasă, un lucru ce are o însemnătate foarte mare este faptul că semnul în formă de X de pe obrazul stîng al lui Kenshin dispăruse. Kenshin (a cărui memorie s-a restabilit o dată ce a zărit florile de sakura) ajuns la Kaoru, care îi ureaza bun-venit: "Bine ai venit acasa, Shinta", îi cade in brațe și...aici deja fiecare intelege cum vrea sfîrșitul...